# الحزب الليبرالي (الفلبين)
الحزب الليبرالي في الفلبين (الفلبينية: Partido Liberal ng Pilipinas) أو LP هو حزب سياسي ليبرالي. في الفلبين ، أسسه آنذاك رئيس مجلس الشيوخ آنذاك مانويل روكساس ورئيس مجلس الشيوخ الموالي تيمبوري إلبيديو كويرينو ومنطقة السيناتور التاسعة السابقة السناتور خوسيه أفيلينو ، في 19 يناير 1946 من قبل جناح ليبرالي منشق عن حزب ناسيونالستا القديم. كان الحزب الحاكم من 2010 إلى 2016 بعد فوز بنينو أكينو الثالث في الانتخابات الرئاسية. اليوم ، الليبراليون هم المعارضة ويحتفظون بخمسة مقاعد على الأقل في مجلس الشيوخ ، و 41 مقعدًا على الأقل في مجلس النواب. حوالي 50 ٪ من المحافظين ، و 50 ٪ من نواب المحافظين ، و 33 ٪ من أعضاء مجلس الإدارة هم من الليبراليين.
الحزب الليبرالي هو ثاني أقدم حزب سياسي موجود في الفلبين من حيث تاريخ التأسيس ، وأقدم حزب سياسي نشط في الفلبين. ترأس الحزب مفكرين ليبراليين محترمين وسياسيين مؤيدين للتنمية ، مثل مانويل روكساس ، وإلبيديو كويرينو ، وديوسدادو ماكاباجال ، وجيري روكساس ، وبينينو أكينو ، جونيور ، وجوفيتو سالونجا ، وراؤول دازا ، وفلورنسيو ب. آباد جونيور ، وفرانكلين د. روكساس ، وبينينو أكينو الثالث. حصل اثنان من أعضائها ، كورازون أكينو وليلى دي ليما ، على جائزة الحرية المرموقة ، وهي أعلى جائزة دولية للسياسيين الليبراليين والديمقراطيين منذ عام 1985.